# جک الدرسون
جک الدرسون (به انگلیسی: Jack Alderson) بازیکن فوتبال زادهٔ ۲۸ نوامبر ۱۸۹۱ اهل کشور انگلستان بود که سابقهٔ بازی در تیم ملی فوتبال انگلستان را در کارنامهٔ خود دارد. وی در تاریخ ۱۰ مه ۱۹۲۳ تنها بازی ملی خود را در مقابل تیم ملی فوتبال فرانسه انجام داد.